# Голоурный, Алексей Григорьевич
Алексей Григорьевич Голоурный (род. 1955) — советский украинский легкоатлет, специалист по бегу на короткие дистанции. Выступал на всесоюзном уровне в 1970-х годах, четырёхкратный чемпион СССР, победитель Спартакиады народов СССР, призёр первенств всесоюзного и республиканского значения. Представлял Чернигов и Киев, спортивное общество «Буревестник».

## Биография
Алексей Голоурный родился в 1955 году. Занимался лёгкой атлетикой в Чернигове и Киеве, выступал за Украинскую ССР, добровольное спортивное общество «Буревестник».
Первого серьёзного успеха на всесоюзном уровне добился в сезоне 1975 года, когда на чемпионате страны в рамках VI летней Спартакиады народов СССР в Москве с украинской командой одержал победу в зачёте эстафеты 4 × 100 метров.
В 1976 году на чемпионате СССР в Киеве выиграл бронзовую медаль в беге на 200 метров, тогда как на чемпионате СССР по эстафетному бегу в Ереване с командой «Буревестника» победил в эстафете 4 × 100 метров.
На чемпионате СССР 1977 года в Москве взял бронзу в дисциплине 200 метров и занял первое место в эстафете 4 × 100 метров.
В 1978 году на чемпионате СССР в Тбилиси завоевал золотую награду в программе эстафеты 4 × 200 метров, став таким образом четырёхкратным чемпионом страны.